# Zygmunt Różycki

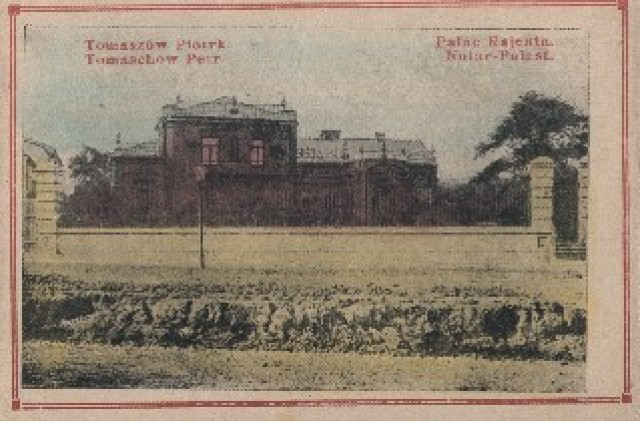
Willa notariusza Jana Różyckiego zbudowana pod koniec XIX wieku (według stanu z roku 1910). Dom rodzinny Różyckich, w którym wychował się poeta Zygmunt Różycki (1883-1930); obecnie w tym budynku mieści się lokalna Stacja Sanitarno-Epidemiologiczna

Zygmunt Różycki (Rola-Różycki) (ur. 7 grudnia 1883 w Łęce, zm. 3 kwietnia 1930 w Pabianicach) – polski poeta.
Był synem Jana Różyckiego h. Rola i Filomeny z Zielińskich. Ojciec mieszkał i pracował jako notariusz w Tomaszowie Mazowieckim w latach 1884-1912. Willa Różyckich znajdowała się przy ul. św. Antoniego 24 (obecnie mieści się w niej Stacja Sanitarno-Epidemiologiczna). W Tomaszowie spędził Różycki lata dzieciństwa i młodości. Tu udzielał się jako znakomity parodysta i aktor amator. Do Tomaszowa i okolic powracał w kilku wierszach. W poemacie Modre wody (pierwodruk w czasopiśmie „Bluszcz” 1901 R. 37 nr 24) opiewał słynne Niebieskie Źródła. Wspominał spalskie „ciemne bory” (w wierszu pt. Pójdę na ciemne bory...) oraz położone nad rzeką Pilicą w okolicy Tomaszowa nagórzyckie lasy (w wierszu pt. Ze wspomnień II.). 
Od 1900 roku mieszkał w Warszawie. Był urzędnikiem zarządu Kolei Nadwiślańskiej, w dwudziestoleciu międzywojennym pracował jako referent Ministerstwa Spraw Wewnętrznych.
Tworzył lirykę modernistyczną, którą bardzo często publikował w prasie. Niektóre jego utwory adaptowano jako piosenki. Wiersz pt. Na ust koralu (z tomiku poetyckiego Szkarłatna wizja) w aranżacji muzycznej Lucjana Marczewskiego i w wykonaniu Jana Kiepury stał się przebojem lat dwudziestych XX wieku.

## Poezje
- 1902 – Tęsknota
- 1903 – Najmłodsza Polska w pieśni
- 1904 – Liliowe śnienia
- 1906 – Pocałunki
- 1906 – Raj ziemski
- 1907 – Serdeczna skarga
- 1909 – Płomienne kwiaty (z portretem autora)
- 1911 – Szkarłatna wizja
- 1911 – Wybór poezji
- 1912 – Sen o szczęściu
- 1913 – Zielone oczy
- 1925 – Złoty czerep. Opowieści dziwaczne